# Армения на летних Олимпийских играх 2012
Армения на летних Олимпийских играх 2012 представлена в девяти видах спорта.